# Evelyn Sears
Evelyn Georgianna Sears, född 9 mars 1875, i Waltham, Massachusetts, USA, död 10 november 1966, var en amerikansk vänsterhänt tennisspelare med stora framgångar under 1900-talets första årtionde.

## Tenniskarriären
Evelyn Sears är den första vänsterhänta kvinnliga spelaren som vann singeltiteln i Amerikanska mästerskapen. I 1907 års turnering besegrade den då 32-åriga Sears sin motståndare Carrie Neely med  6-3, 6-2 i finalen i All Comers Round. Eftersom det föregående årets mästare, Helen Homans, inte ställde upp för att försvara sin titel i ett Challenge Round-möte, blev Sears ny mästare. Sears hade då spelat fem matcher inklusive finalen, och inte tappat ett enda set. Säsongen därpå, 1908, utmanades Sears i Challenge Round av den 38-åriga Maud Barger-Wallach som vann med 6-3, 1-6, 6-3. Barger-Wallach vann därmed sin första och enda singeltitel i mästerskapet.
Säsongen 1908 vann Evelyn Sears tillsammans med Margaret Curtis också dubbeltiteln i Amerikanska mästerskapen. Sitt sista framträdande i mästerskapen gjorde hon 1916 då hon nådde singelsemifinalen. 
Evelyn Sears var kusin till den första manlige mästaren i Amerikanska mästerskapen, Richard Sears.   

## Grand Slam-titlar
- Amerikanska mästerskapen
  - Singel - 1907
  - Dubbel - 1908